# Henri Fayol
Henri Fayol (Istanbul, 29 luglio 1841 – Parigi, 19 novembre 1925) è stato un imprenditore e ingegnere francese.
Ingegnere di industria mineraria e direttore di miniera, conosciuto soprattutto per aver ideato una teoria di direzione aziendale e di gestione aziendale detta Fayolismo.

## Biografia
Henry Fayol è nato a Costantinopoli, l'odierna Istanbul, il 29 luglio 1841 da genitori francesi. Il padre era un ingegnere all'interno dell'esercito, sovraintendente dei lavori di costruzione del Ponte di Galata. Nel 1847 la famiglia si ritrasferì in Francia dove Fayol intraprese gli studi e nel 1860, ormai diciannovenne, si diplomò all'accademia di miniera "École Nationale Supérieure des Mines". Sempre nello stesso anno Fayol iniziò a lavorare come ingegnere presso la compagnia mineraria "Compagnie de Commentry-Fourchambault-Decazeville", diventando fin da subito il protetto del suo capo Stephane Mony, al quale successe come manager della Commentry Mine e direttore generale della Commentry-Fourchambault e Decazeville. Durante questi impieghi nell'ambito minerario si dedicò agli studi degli incendi, da come prevenirli a come combattere il problema.
Nel 1886 Henri Fayol viene nominato amministratore delegato della Compagnie de Commentry-Fourchambault-Decazeville, che sotto la sua direzione, grazie a una politica di fusioni e acquisizioni arriva a contare più di mille dipendenti, cifra enorme per l'epoca. Nel 1888 fu promosso a direttore generale; è proprio in questo periodo che Henri Fayol inizia a teorizzare la sua visione della gestione manageriale e a pubblicare diversi articoli in merito. Nel suo lavoro ebbe un'attenzione particolare per la situazione dei lavoratori e per l'organizzazione del lavoro in sé, cercando ed elaborando metodi per renderlo più produttivo. Ricopre questa carica fino al 1918, anno del suo pensionamento. Durante la sua carriera Henry Fayol sviluppò, con l'aiuto di alcuni colleghi, una teoria di gestione del lavoro ancora oggi utilizzata e insegnata nelle facoltà di economia, detta fayolismo. 
Henri Fayol, sulla scia del taylorismo (ideato da Frederick Taylor) e del fordismo (Henry Ford) che andavano accreditandosi come metodi di gestione manageriale, elaborò la sua personale teoria rimanendo indipendente e riscuotendo ampio successo. La gestione del management, secondo Fayol, si basava su quattordici princìpi: divisione del lavoro, autorità, disciplina, unità di ordine, unità di direzione, priorità dell'interesse organizzativo su quello individuale, retribuzione, centralizzazione, linea di autorità, ordine, equità, sicurezza dell'impiego, premiazione dell'iniziativa e spirito d'appartenenza. Nel 1916, all'età di 70 anni, Henri Fayol pubblica la sua opera più importante, ancora oggi considerata un caposaldo dello studio del management: Administration Industrielle et Générale. Proprio in questo volume Fayol identifica la funzione direzionale e la analizza con occhio acuto, scomponendola nei suoi 5 elementi chiave: programmazione, organizzazione, comando, coordinamento e controllo.